# Micaela (telenovela)
Micaela es una telenovela italo-argentina coproducida por Crustel S.A., el italiano Silvio Berlusconi Communications (subsidiaria de Reteitalia) y Deltavisión, estrenada en el año 1992 tras el éxito de la telenovela Manuela. Protagonizada por Jeannette Rodríguez y Jorge Martínez. Coprotagonizada por Gustavo Guillén, Roberto Antier, Rubén Ballester, Marta Betoldi, Lucrecia Capello, Antonio Caride y Boris Rubaja. Antagonizada por Millie Stegman, Natalio Hoxman y la primera actriz María Rosa Gallo. También, contó con las actuaciones especiales de Héctor Gióvine y el primer actor Jorge Rivera López.

## Historia
El plan de los productores era crear una telenovela innovadora, a diferencia de las telenovelas rosa obsoletas que cuentan historias de amor entre una chica pobre y un niño rico, la innovación consistió en la posición social de la protagonista, aquí se trata de una establecida fotógrafa profesional independiente económicamente con rasgos de detective, elementos inusuales para una producción de este tipo.
En España, donde era emitido por Telecinco, la cadena española del grupo Fininvest, logró alcanzar un gran éxito a través de Jeannette Rodríguez, tras el éxito de sus anteriores telenovelas Cristal y La dama de rosa.
También consiguió un éxito notable en países como Estados Unidos, México, Brasil, Venezuela y Portugal.

## Argumento
Micaela es una joven argentina que viaja a Milán (Italia) para trabajar de fotógrafa en un periódico que la ha becado. Allí tendrá por compañero a Sebastián, un prestigioso periodista, también americano, que está casado con una diseñadora con quien tiene un hijo. Entre ambos surge una irrefrenable atracción a la que están a punto de sucumbir. Sin embargo, la inesperada muerte de la esposa, asesinada por la mafia, los separa. Él regresa a Argentina para vivir con su abuelo, Benito Morandi.
De vuelta en su país después de terminar la beca, Micaela se reencuentra con Sebastián y empiezan a salir. Desde su regreso, el reportero está obsesionado con aclarar la muerte de su mujer sin imaginar que su familia está relacionada con la organización criminal que acabó con su vida.
Un sorprendente descubrimiento cambiará la relación de la pareja. Al morir Antonio, el padre de Sebastián, este se entera de que su progenitor y la madre de Micaela fueron amantes. Creyendo que son hermanos, se separan y rehacen sus vidas: él se casa con Lila, una vieja amiga, y ella, con Walter, quien muere a las pocas horas del enlace.
El destino vuelve a unir a Sebastián y Micaela al enterarse de que ella no es hija de Antonio. 

## Elenco
- Jeannette Rodríguez ... Micaela Gonzalez
- Jorge Martínez ... Sebastián Gonzalez Morandi
- María Rosa Gallo ... Lidia Gonzalez
- Gabriel Corrado ... Rodolfo «Ruddy» Verezza
- Gustavo Guillén ... Walter
- Millie Stegman ... Lila
- Natalio Hoxman ... Benito Morandi
- Maria Rosaria Omaggio ... Claudia
- Carlos La Rosa ... Pablo Achával
- Pablo Franchini ... Tony
- Victor Bruno ... Ermanno
- Lucrecia Capello ... Rosa Morandi
- Jorge Rivera Lopez ... Antonio Gonzalez
- Roberto Antier ... Lucas Gonzalez Morandi
- Beatriz Spelzini ... Roberta Gonzalez Morandi
- Eduardo Sapac ... Ernesto
- Celia Juárez ... Eleonora
- Boris Rubaja ... Franco Gonzalez
- Hector Rial ... Mario Gonzalez
- Karina Tulks ... Sandra
- Hector Giovine ... Rafael Pedemonte
- Julieta Melogno ... Guliana
- Marta Betoldi ... Chiara
- Emilio Comte ... Ottavio
- Graciela Baduan ... Irene
- Hector da Rosa ... Leandro
- Gladys Antognoni ... Francesca
- Rubèn Ballester ... Luciano
- Juan Carlos Ricci ... Peralta
- Salvador Pineda ... Grossi
- Vanessa Gravina ... Miriam
- Perry Stephens ... Perry Parker
- Fabio Testi ... Luigi